# Jonas Abeille
Pour les articles homonymes, voir Abeille (homonymie).
Jonas Abeille, né le 28 novembre 1809 à Saint-Tropez et mort à une date inconnue, est un chirurgien français.

## Biographie
Jonas Abeille naît le 28 novembre 1809 à Saint-Tropez. Il étudie la médecine à Montpellier, où il passe son doctorat en 1837. Deux ans plus tard, il est nommé au concours médecin adjoint, puis il est attaché aux hôpitaux militaires de Paris comme médecin eu titre jusqu’en 1857, époque où il donne sa démission, il n'est alors que médecin-major de 2e classe. Depuis lors, il se livre avec succès à la pratique civile et à des travaux d'écriture. Le docteur Abeille se fait connaître par des ouvrages estimés et par la méthode curative consistant dans l'emploi de la strychnine, qu’il prône contre le choléra. Il est membre de la Société de médecine pratique, des Sociétés de médecine de Lyon, Bordeaux, Toulouse, etc. Outre des articles publiés dans des feuilles médicales, le Moniteur des hôpitaux, la Gazette des hôpitaux, ou lui doit divers ouvrage, entre autres : Des variations des parties constituantes du sang (1849, in-8°) ; Mémoire sur les injections iodées (1849, in-8o), couronné par la Société de médecine de Toulouse ; Traité des hydropisies et des kystes (1852, iii-8") ; Sepulcretunt ou Collection de mémoires (1853, iii-ï°j ; Études cliniques sur la paraplégie indépendante de la myélite (1854, 111-8°), livre qui obtient un prix de l’Académie de médecine ; Les injections iodées dans le traitement des abcès symptomatiques des lésions osseuses (1854, in-8u) ; tJu sulfate de strychnine dans te traitement du choléra (1854, 111-8°) ; Traité des maladies à urines albumineuses et sucrées (1862, in-s°) ; Traitement du croup (1807, in-S°) ; Corps fibreux de l’utérus (1808, in-8 » ) ; L'électricité appliquée à la thérapeutique chirurgicale (1870, in-8°) ; Traitement des maladies chroniques de la matrice (1875, iu-8°), Chirurgie conservatrice (Paris, 1874, in-8).

## Distinction
- Légion d'honneur en 1853[1].